# C. S. Forester

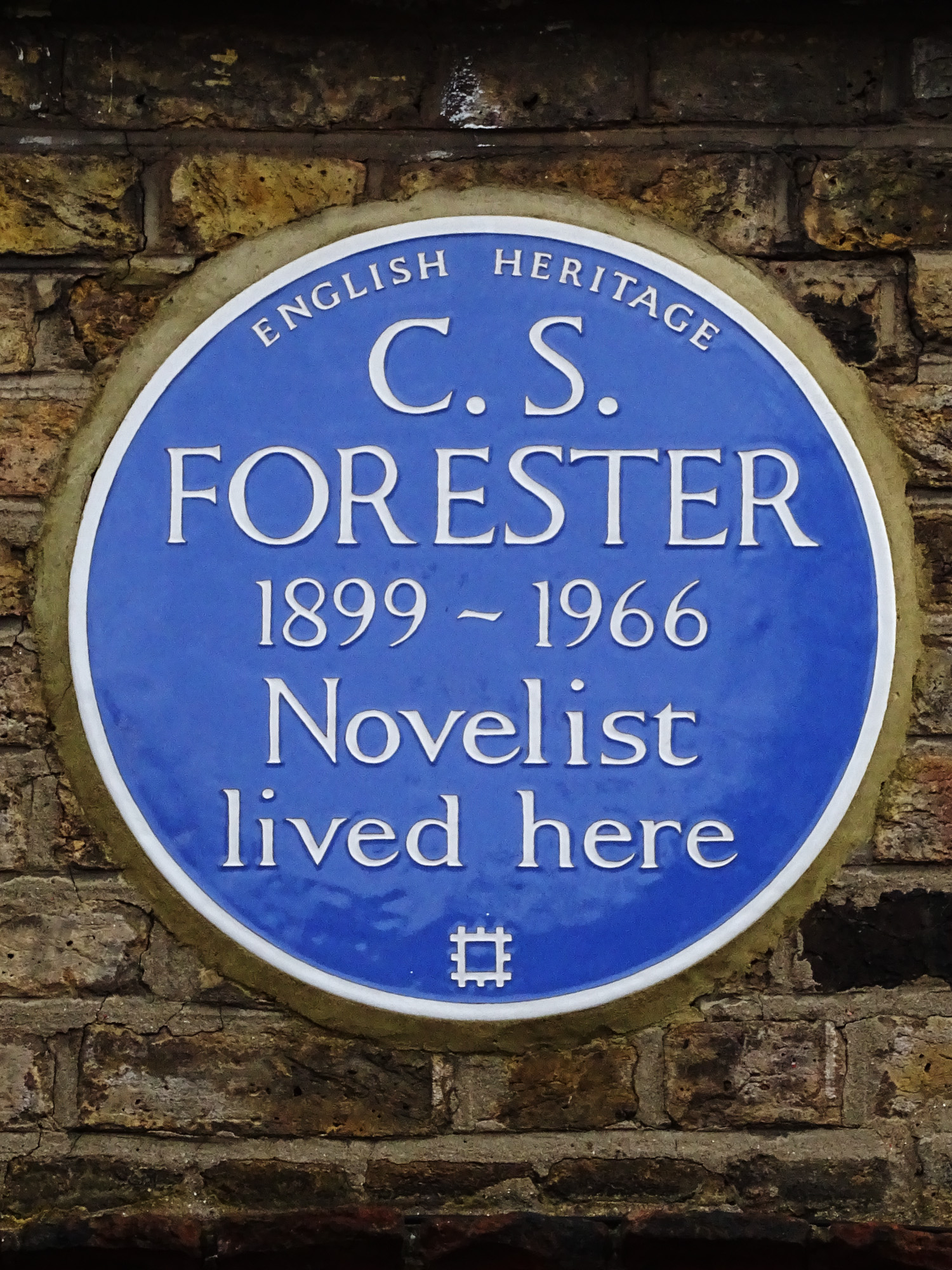

Cecil Louis Troughton Smith, írói nevén Cecil Scott C. S. Forester (Kairó, 1899. augusztus 27. – Fullerton, 1966. április 2.) angol író, újságíró. Nevéhez fűződik a világirodalom egyik leghíresebb tengerészfigurájának, Horatio Hornblowernek megalkotása, amelyet 11 kötetes regényfolyamban jelentetett meg. Más művei közül a legismertebbek Az afrikai királynő (1951), illetve a Greyhound: egy lehetetlen küldetés (1955), amelyekből filmadaptáció készült.

## Élete

### Írói pályafutása
1899. augusztus 27-én született Kairóban, a brit fennhatóság alatt álló, de jogilag az Oszmán Birodalom részét képező Egyiptomban, George Foster Smith és Sarah Medhurst Troughton ötödik gyermekeként. Az édesapa angoltanárként működött, az előkelő egyiptomi családok gyermekeit oktatta. Cecil háromesztendős korában a család szétvált: édesanyja a gyermekekkel visszatért Angliába, apja Egyiptomban maradt, és folytatta a tanítást.
Cecil az Alleyn’s School nevű iskolába íratták, majd a Dulwich College-ben folytatta tanulmányait. Ezt követően orvosi képzésen vett részt a Guy’s Hospitalban, ezt azonban félbehagyta. Az első világháború alatt katonai szolgálatra jelentkezett, szemüvege és gyengének ítélt alkata miatt azonban alkalmatlannak nyilvánították. 1921-ben vette fel a Cecil Scott C. S. Forester írói nevet.
Első kötete 1924-ben jelent meg A Pawn Among Kings címmel. Az elismerést azonban csak a két évvel később publikált Payment Deferred című regénye hozta meg számára, innentől kezdve főállású íróként működött. Nem csak fikciós műveket, hanem történelmi témájú munkákat is megjelentetett: írt többek közt II. Viktor Emánuelről, Napóleonról és Nelsonról is. 1935-ben jelent meg a The African Queen című regénye, melyből 1951-ben nagy sikerű filmet forgattak. Még ugyanebben az évben egy Amerikából Nagy-Britanniába tartó hajóúton alkotta meg a napóleoni háborúkban harcoló brit tengerésztiszt, Horatio Hornblower figuráját. A Hornblower-sorozat első kötete, a The Happy Return 1937-ben jelent meg, ezt 1938-ban követte a Ship of the Line és a Flying Colours. Utóbbi két regényéért abban az évben ő nyerte el a James Tait Black Memorial Prize nevű angol irodalmi díjat.
A második világháború során az Egyesült Államokban élt, és a brit Információs Minisztérium megbízásából propagandakiadványokat írt, hogy elősegítse a háborús erőfeszítéseket és erősítse az amerikai–brit szövetséget. 1942-ben a Cosmopolitan magazinban jelent meg egy novellája The Commandos címmel, amelyet még abban az évben megfilmesítettek. A munkája során került kapcsolatba a brit Királyi Légierőben vadászpilótaként szolgáló Roald Dahllal, aki saját bevallása szerint Forester javaslatára írta meg első novelláját. 1943-ra az író a lábaiban kiterjedt érelmeszesedés miatt részlegesen mozgáskorlátozott lett.
1945-ben jelent meg a Hornblower-ciklus következő darabja, a The Commodore, majd a következő évben a Lord Hornblower. A háború után az író Amerikában maradt, a kaliforniai Berkeley-ben élt és alkotott.
A Hornblower-sorozat folytatásaként megírta a Mr. Midshipman Hornblowert, amely a főhős pályájának kezdetéről szól. Az 1950-ben megjelent regényt további Hornblower-történetek követték, amelyek többnyire az Őfelsége kapitánya eseményei előtt játszódtak. Forester 1945 után több második világháborús témájú novellát is írt, 1955-ben pedig egy teljes regényt szentelt a szövetséges konvojok és a német tengeralattjárók küzdelmének, amely a The Good Shepherd címmel jelent meg.

### Magánélete
1926-ban feleségül vette Kathleen Belchert, akitől két fia született: 1929-ben John, 1933-ban pedig George. A házaspár 1945-ben elvált, C. S. Forester két évvel később Dorothy Fosterrel kötött házasságot. Idősebb fia, John Forester (1929–2020) közlekedésmérnökként jelentős pályát futott be a kerékpározás közúti közlekedésbe integrálása terén.
Az 1960-as évekre egészsége romlásnak indult: 1961-ben túlélt egy infarktust, 1964-ben pedig stroke-ot kapott, ami korlátozta az írásban. 1966. április 2-án hunyt el a kaliforniai Fullertonban, a Loma Vista Memorial Park temetőben helyezték örök nyugalomra.

## Művei
Munkásságának legjelentősebb része a 11 regényből (ebből egy befejezetlen) és öt novellából álló Hornblower-sorozat. E mellett mintegy 22 további regényt is írt, amelyek 1924 és 1955 között jelentek meg. Az 1935-ben írt The Pursued című regényét nem publikálta, a kézirat 1999-ben bukkant fel, és végül 2011-ben jelent meg könyv formában. Számos műve háborús témájú, azonban írt bűnügyi történeteket és két gyerekkönyvet is.
Tucatnyi történelmi tárgyú könyvet is megjelentetett, ezek közül említést érdemel az 1812-es brit–amerikai háború tengerészeti eseményeit feldolgozó The Naval War of 1812 (1957), valamint a Bismarck német csatahajó elsüllyesztéséről szóló Hunting the Bismarck (1959).
Long before Forty című önéletrajzi műve csak halála után, 1967-ben jelent meg.

### Magyarul megjelent művei

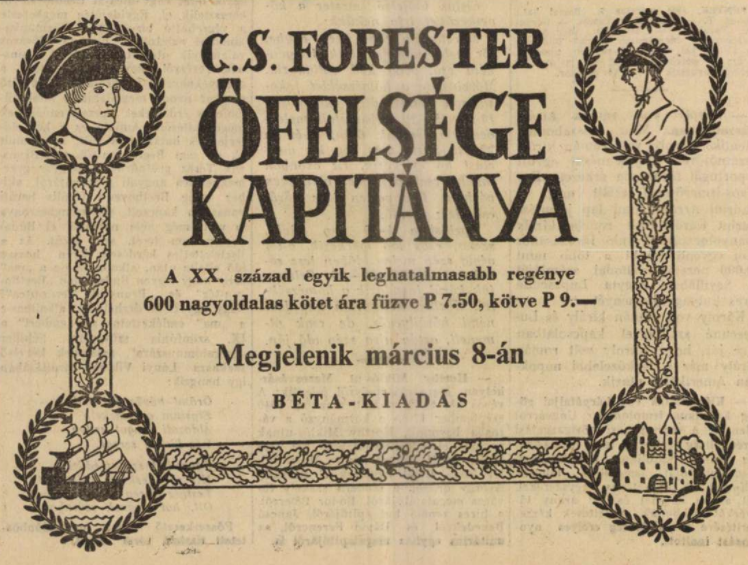
Az Őfelsége kapitánya című könyv reklámja 1941-ből. Ujság, 1941. március 7. 5. o.

C. S. Forester életművének csak egy része elérhető magyar nyelven. 1941 márciusában jelent meg Juhász Vilmos fordításában az Őfelsége kapitánya című kötet, amely A The Happy Return, a Ship of the Line és a Flying Colours című történeteket tartalmazta. Ez olyan sikert aratott, hogy 1947-ig nyolc kiadást ért meg. A Hornblower-regények közül még kettő jelent meg 1947-ben, Pártos László fordításában. A magyar kiadások az eredeti megjelenési sorrendet követték, azonban 1947 után nem folytatódott a sorozat.
1963-ban a Magyar Honvédelmi Sportszövetség képes hetilapja, a Lobogó képregény formájában jelentette meg az Őfelsége kapitányát. A képregény szövegét Cs. Horváth Tibor írta, a rajzokat pedig Korcsmáros Pál készítette.
1984-ben a Magvető kiadónál jelent meg a Payment Deferred című regény, Gyilkosság, részletfizetésre címmel. 1989-ben újra kiadták a Juhász Vilmos által fordított Őfelsége kapitányát, de a további Hornblower-kötetek ezután nem jelentek meg. 2020-ban a mozifilmmel összefüggésben adták ki magyar nyelven a The Good Shepherdet, Greyhound: egy lehetetlen küldetés címmel, a Partvonal kiadó gondozásában.  

#### Magyarul megjelent műveinek listája
- Greyhound: egy lehetetlen küldetés (Partvonal, Bp., 2020) The Good Shepherd; fordította: Sziklai István
- Konvoj a láthatáron: kalandregény az amerikai függetlenségi háború korából (2000, Corvina); fordította: Gergely István; az 1942-es kötet újrakiadása
- A bizonyítás levelei. Novella (1990, Rakéta Regényújság[12]); fordította: Villányi György
- Őfelsége kapitánya (1989, Mahir) Fordította: Juhász Vilmos; az 1940-es kötet újrakiadása
- Gyilkosság, részletfizetésre (1984, Magvető) Payment Deferred; fordította: Fencsik Flóra
- A hálószoba titka. Novella (1964, Új Kelet[13]); fordította: Benedek Vera.
- A túsz. Novella (1958, Európa) Mai angol elbeszélők című antológiában; fordította: Vermes Magda
- Az afrikai királynő.[14] (1948, Nova) The African Queen; fordította: Gátföldy E. K.
- Lord Hornblower (1947, Nova) Lord Hornblower; fordította: Pártos László
- Hornblower parancsnok (1947, Nova) The Commodore; fordította: Pártos László
- A tábornok (1943, Béta) The General; fordította: Neményi Imre
- Convoly a láthatáron (1942, Béta) The Captain from Connecticut; fordította: Gergely István
- Földi paradicsom (1941, Béta) The Earthly Paradise; fordította: Juhász Vilmos
- Őfelsége kapitánya (1941, Béta) A The Happy Return, a Ship of the Line és a Flying Colours című történetek; fordította: Juhász Vilmos

### Művei angol nyelven

#### A Horatio Hornblower-regények
- 1937 The Happy Return
- 1938 Ship of the Line
- 1938 Flying Colours
- 1945 The Commodore
- 1946 Lord Hornblower
- 1950 Mr. Midshipman Hornblower
- 1952 Lieutenant Hornblower
- 1953 Hornblower and the Atropos
- 1958 Hornblower in the West Indies
- 1962 Hornblower and the Hotspur
- 1967 Hornblower and the Crisis (befejezetlen)

A Hornblower-regényeket 1964–1968 között háromkötetes gyűjteményben is kiadták, ehhez társult 2011-ben a Hornblower Addendum – Five Short Stories című könyv, amely további öt novellát tartalmazott, amelyek eredetileg újságokban jelentek meg.

#### A Hornblower-novellák
- 1940 Hornblower and His Majesty
- 1940 Hornblower and the Hand of Destiny
- 1941 Hornblower's Charitable Offering
- 1950 Hornblower and the Big Decision
- 1967 The Last Encounter

#### Regények
- 1924 A Pawn among Kings
- 1924 The Paid Piper
- 1926 Payment Deferred
- 1927 Love Lies Dreaming
- 1927 The Wonderful Week
- 1928 The Daughter of the Hawk
- 1929 Brown on Resolution
- 1930 Plain Murder
- 1931 Two-and-Twenty
- 1932 Death to the French
- 1933 The Gun
- 1934 The Peacemaker
- 1935 The African Queen
- 1935 The Pursued (Az elveszett kézirat 1999-ben bukkant föl, 2011-ben adták ki.)
- 1936 The General
- 1940 The Earthly Paradise
- 1941 The Captain from Connecticut
- 1942 Poo-Poo and the Dragons
- 1943 The Ship
- 1948 The Sky and the Forest
- 1950 Randall and the River of Time
- 1955 The Good Shepherd

#### Történelmi témájú művek
- 1922 Victor Emmanuel II.
- 1927 Victor Emmanuel II and the Union of Italy
- 1924 Napoleon and his Court
- 1925 Josephine, Napoleon’s Empress
- 1928 Louis XIV, King of France and Navarre
- 1929 Lord Nelson
- 1929 The Voyage of the Annie Marble
- 1930 The Annie Marble in Germany
- 1936 Marionettes at Home
- 1953 The Adventures of John Wetherell
- 1953 The Barbary Pirates
- 1957 The Naval War of 1812
- 1959 Hunting the Bismarck

#### Színdarabok
- 1931 U 97
- 1933 Nurse Cavell

#### Önéletrajzi kötet
- 1967 Long before Forty

### Filmfeldolgozások
C. S. Forester számos művét vitték filmre. Az 1951-es év két sikerfilmje is az ő regényei alapján készült: az Afrika Királynője Humphrey Bogarttal, az 1951-es Őfelsége kapitánya pedig Gregory Peckkel a főszerepben. A The Gun című kötetből készült a The Pride and the Passion című mozifilm, melynek fő szerepeit Cary Grant, Frank Sinatra és Sophia Loren játszották. Ugyancsak Forester könyve volt az alapja az 1960-as Sink the Bismarck! című háborús filmnek.
Horatio Hornblower történetét 1998–2003 között nyolcrészes sorozatban filmesítették meg a címszerepben Ioan Gruffudd-dal.
2020-ban Tom Hanks főszereplésével jelent meg a Greyhound című film, amely egy konvojkísérő amerikai romboló történetét mutatja be a második világháborúban. A The Good Shepherd című regény alapján Tom Hanks írta forgatókönyvet.

## Fordítás
- Ez a szócikk részben vagy egészben  a   C. S. Forester című angol Wikipédia-szócikk ezen változatának fordításán alapul.  Az eredeti cikk szerkesztőit annak laptörténete sorolja fel. Ez a jelzés csupán a megfogalmazás eredetét és a szerzői jogokat jelzi, nem szolgál a cikkben szereplő információk forrásmegjelöléseként.